# Калининский (Воронежская область)
Калининский — посёлок в Панинском районе Воронежской области. Входит в Михайловское сельское поселение.

## География
Посёлок расположен в восточной части поселения при балке Широкий Лог с небольшой речкой — притоком реки Тойда.

### Улицы
- ул. Моховая
- ул. Светлая
- ул. Широкая
- пер. Соловьиный

## История
В середине XX века именовался как посёлок «Отделения имени Будённого Перелешинского сахарного завода». Затем назывался посёлком «Отделения № 2 совхоза Михайловский». В 2005 году получил своё настоящее наименование посёлок «Калининский».

## Население
| 2000 | 2005 | 2007 | 2010 |
| ---- | ---- | ---- | ---- |
| 189  | ↘136 | ↘134 | ↘120 |